# Cyrtodactylus monilatus
Cyrtodactylus monilatus — вид ящірок з родини геконових (Gekkonidae). Описаний у 2022 році.

## Поширення
Ендемік Таїланду. Відомий лише у типовому місцезнаходженні — національний парк Тонг Пха Пхум в провінції Канчанабурі.